# William d’Aubigny, 1. Earl of Arundel

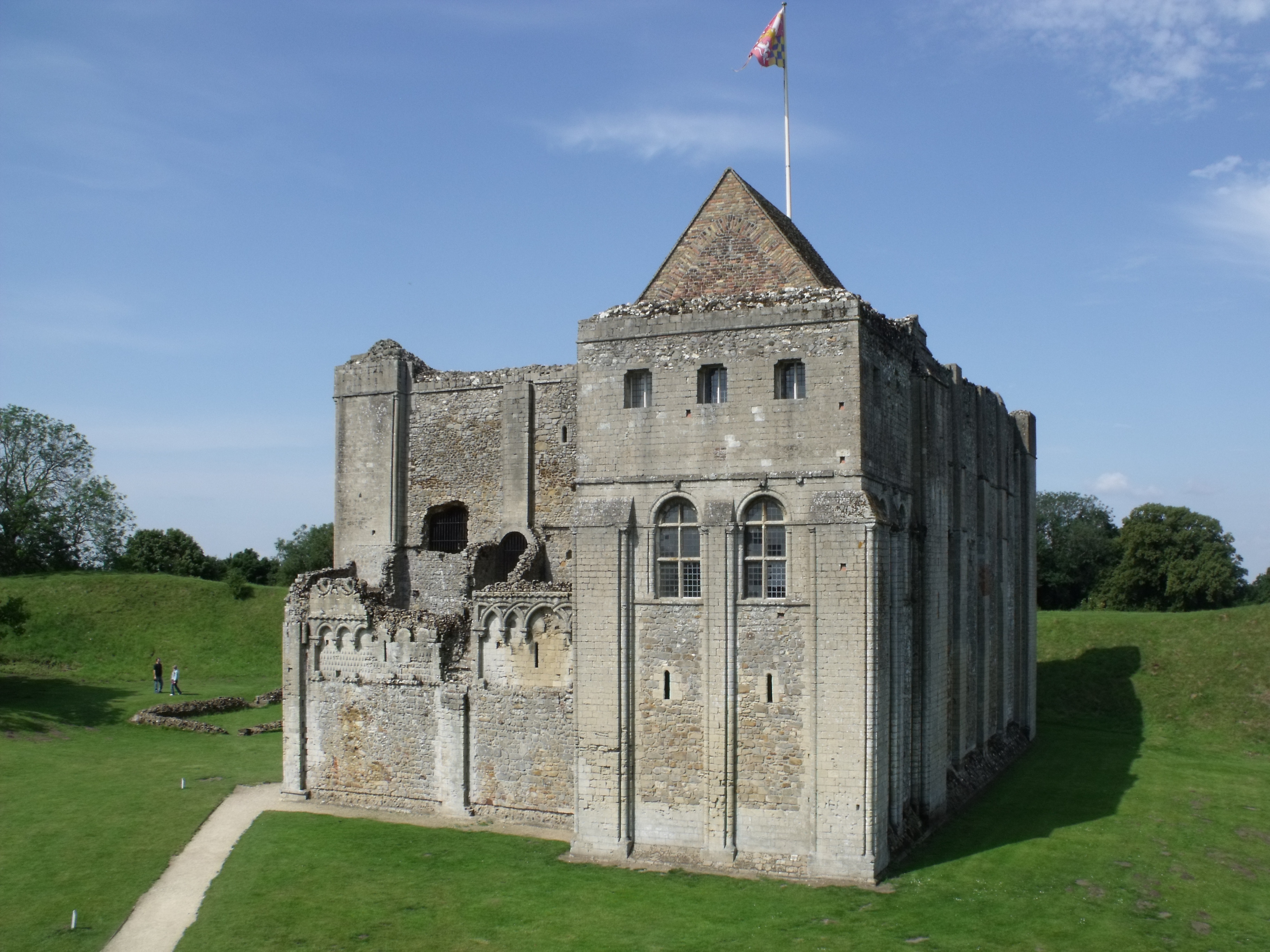
Der von Aubigny erbaute Keep von Castle Rising Castle

William d’Aubigny, 1. Earl of Arundel (auch William de Albini; * um 1109; † 12. Oktober 1176 in Waverley Abbey, Surrey) war anglonormannischer Adliger.

## Herkunft
William d’Aubigny entstammte der anglonormannischen Familie Aubigny. Er war ein Sohn von William d’Aubigny Pincerna, Lord of Buckenham und Maud le Bigod, einer Tochter von Roger Bigod. Sein Vater besaß umfangreichen Grundbesitz in Norfolk, dessen Mittelpunkt Buckenham Castle war, den er 1139 nach dem Tod seines Vaters erbte.

## Heirat mit der Königswitwe und Rolle im Bürgerkrieg
Der junge Aubigny gehörte zum Hofstaat von König Heinrich I. von England. Nach Heinrichs Tod 1135 heiratete er vermutlich 1138, spätestens bis September 1139, dessen Witwe, Adelheid von Löwen. Durch das Recht seiner Frau wurde er Lord der Honour of Arundel mit Arundel Castle.
Die ehemalige Kaiserin Matilda, die Tochter Heinrichs I., landete am 30. September 1139 in Arundel, um ihren Anspruch auf den englischen Thron durchzusetzen, womit der Bürgerkrieg um Heinrichs Nachfolge begann. Aubigny blieb ein treuer Gefolgsmann von König Stephan, der ihn um 1139 erst zum Earl of Lincoln und Weihnachten 1141 zum Earl of Arundel erhob. Zeitweise wird er auch als Earl of Chichester und Earl of Sussex bezeichnet. Während des Bürgerkriegs trat er nicht herausragend hervor, bis er im August 1153 maßgeblich den Vertrag von Wallingford zwischen König Stephan und Heinrich Plantagenet aushandelte, der den Bürgerkrieg beendete. In dem Vertrag wird er als erster Zeuge genannt.

## Gefolgsmann von Heinrich II.

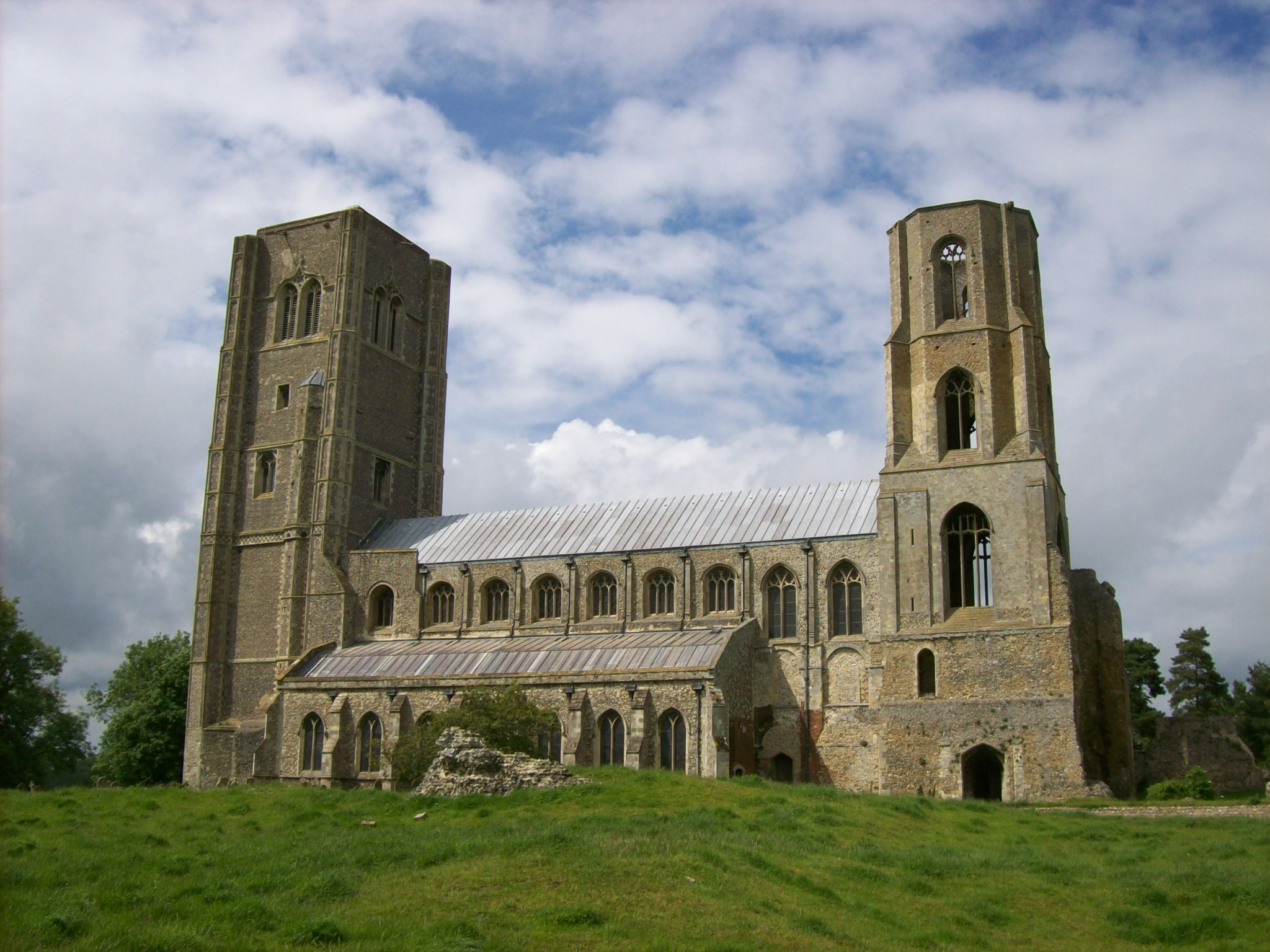
Die Kirche des von Aubigny gestifteten Klosters von Wymondham

Als Heinrich Plantagenet 1154 als Heinrich II. den Thron bestieg, bestätigte er Williams Titel und übertrug ihm, da Adelheid 1151 gestorben war, den Besitz von Arundel Castle. Aubigny war auch Heinrich II. gegenüber ein loyaler Gefolgsmann. Im September 1158 beanspruchte er vor Heinrich II. und Ludwig VII. in Paris erfolgreich das erbliche Amt des Mundschenks,  anschließend unternahm er eine dreijährige Pilgerreise nach Jerusalem. Nach der Flucht von Thomas Becket 1164 nach Frankreich gehörte Aubigny zu einer Gesandtschaft Heinrichs, die zu Papst Alexander III. reiste, um diesem die Versöhnungsbereitschaft des Königs zu versichern. 1167 begleitete er Mathilde, die Tochter des Königs, zu ihrer Hochzeit mit Heinrich dem Löwen nach Deutschland. An der Niederschlagung der Revolte von Heinrichs Sohn Heinrich dem Jüngeren hatte er eine bedeutende Rolle. Er nahm im August 1173 an der Belagerung der Burg Breteuil in der Normandie teil, wo sich Robert de Beaumont, 3. Earl of Leicester verschanzt hatte, und im Oktober 1173 an der Schlacht bei Fornham, wo die königstreuen Barone einen wichtigen Sieg über die Rebellen errangen. 

## Sonstiges
Aubigny war für seine Weisheit und Eloquenz bekannt, so soll er bei der Belagerung von Breteuil eine ermahnende-anfeuernde Rede an die Truppen gerichtet haben. Gleichzeitig soll ihn seine Heirat mit der Königswitwe unerträglich eingebildet gemacht haben. Er errichtete, vielleicht zur Feier seiner Hochzeit, Castle Rising Castle mit dem prächtigen rechteckigen Keep. Später ließ er auch New Buckenham Castle bauen, dessen Keep, von dem allerdings nur noch die Grundmauern erhalten sind, als ältester bekannter runder Keep Englands gilt. Um 1146 stiftete er das Augustinerpriorat von Old Buckenham. Er wurde in Wymondham Priory, einer Stiftung seines Vaters, begraben. 

## Nachkommen
Aus der Ehe mit Adelheid hatte er mehrere Kinder, darunter: 
- William d’Aubigny, 2. Earl of Arundel (vor 1150–1193);
- Alice d’Aubigny (1141–1188) ⚭ Johann I., Graf von Eu.

Sein Erbe wurde sein Sohn William. 